# Радонова вулиця (Житомир)
Радонова вулиця — вулиця в Богунському районі міста Житомира.

## Розташування[1][2]
Бере початок від вулиці Святого Йоана Павла ІІ і закінчується глухим кутом.
Розташована на межі Корбутівки та Мальованки, на теренах Старої Рудні.
Частина вулиці між Шумським провулком та Миропільською вулицею є південною мережею нового мікрорайону Злата Рудня. Місцевість також відома за неофіційною назвою Бермудський Трикутник.

## Історія
Вулиця почала формуватися у 1970-х роках на вільній від забудови заболоченій місцевості неподалік витоку струмка Холудка, де здавна здійснювалося видобування болотної руди. У 1991 році отримала чинну назву.